# بيل دوك
بيل دوك (بالإنجليزية: Bill Doak)‏ هو لاعب كرة قاعدة أمريكي، ولد في 28 يناير 1891 في بيتسبرغ في الولايات المتحدة، وتوفي في 26 نوفمبر 1954 في برادنتون في الولايات المتحدة.

## وصلات خارجية
- بيل دوك على موقعبيزبول رفرنس.كوم (الدوري الرئيسي) (الإنجليزية)
- بيل دوك على موقعبيزبول رفرنس.كوم (الدوري الثانوي) (الإنجليزية)